# حصار فيينا
حصار فيينا وقع سنة 935 للهجرة 1529 ميلادية في المرة الأولى وعام 1532 في المرة الثانية عندما أعد السلطان سليمان القانوني جيشا بلغ زهاء 120 ألف مقاتل مدعمين بثلاثمئة مدفع لغزو النمسا وضمها للإمبراطورية العثمانية. مثل حصار فيينا أعظم دليل على قوة الدولة العثمانية وأقصى توسع لها في وسط أوروبا في أوج مجد الإمبراطورية تحت حكم السلطان سليمان القانونى. أيضا مثل هذا الحصار بداية مرحلة استمرت لمائة وخمسين عاما من الصراع بين الدولة العثمانية والإمبراطورية الرومانية المقدسة تخللتها العديد من الهجمات والمعارك والتي بلغت ذروتها في معركة فيينا سنة 1683 والتي بدأت الحرب التركية العظمى التي استمرت لخمسة عشر عاما.

## قبل الحصار
في سنة 932هـ وقعت معركة موهاج في المجر بين 60 ألف من مقاتلي الدولة العثمانية بقيادة الخليفة سليمان القانوني وبين 25000 من مقاتلي مملكة المجر تحت قيادة الملك لايوش الثاني إنتصر فيها العثمانيين انتصارا ساحقا في تلك المعركة التي دامت ساعتين وسقطت على إثرها المملكة التي كانت تشكل حصنا ل أوروبا المسيحية ورفعت أعلام العثمانين في العاصمة بودابست التي كانت تسمى بودا حينها وعين الخليفة الملك يوحنا زاپولياي ملكاً للمجر.

## دوافع الحصار
أرسل الملك زاپولياي إلى السلطان سليمان رسائل بأن أرشيدوق النمسا فرديناند يخطط لغزو المجر بعد اتفاقات عقدها سرا مع عدد من أمراء المجر يتولى بموجبها هو عرش المجر، قام فرديناند بمباشرة خطته واستولى على مقاطعة «بودين» وانتزعها من يد الملك يوحنا زاپولياي المعين من قبل العثمانيين، فهبت على الفور الجيوش العثمانية من القسطنطينية والتي بلغ تعدادها 100 ألف مقاتل بالتقدم نحو المجر لاستعادة بودين فتم لها ذلك وأعادوا يوحنا زاپولياي ملكا عليها وبعد المعركة فرّ الملك فرديناند إلى فيينا التي كانت تحرسها حامية تتكون من 20 ألف جندي، أصر الخليفة على معاقبة فرديناند واتجه العثمانيون إلى فيينا وقاموا بتطويقها بـ 120 ألف جندي و300 مدفع لكنهم عجزوا عن إقتحامها، بيد أنهم ألحقوا خسائر كبيرة بضواحيها والمزارع المحيطة، طلب فرديناند من شقيقه الإمبراطور شارلكان المساعدة لكنه لم يجب الاستغاثة وبعد 25 يوم انتهى الحصار وتوجهت بعض من قوات الجيش العثماني نحو ألمانيا ومهاجمة ملكها شارلكان بينما عاد معظم الجنود من أسوار فيينا بسبب قيام الصفويين بالاستيلاء على بغداد والسيطرة عليها فلزم الجيش العودة من فيينا لتحريرها.

## الاستعداد للحصار
كان سليمان القانوني قائداً أعلى للقوات المسلحة بالإضافة إلى قيادته شخصياً للجيش، وفي أبريل عين الصدر الأعظم إبراهيم باشا الفرنجي ، بمنصب سرعسكر ، وهو قائد يمتلك سلطات إعطاء أوامر باسم السلطان.
أطلق سليمان حملته في 10 مايو 1529 وواجه العديد من العقبات منذ البداية.

وصل السلطان سليمان إلى أوسييك في 6 أغسطس. في الثامن عشر وصل إلى سهل موهاكس ، حيث استقبلته قوة فرسان كبيرة قادها يوحنا زاپولياي (الذي سيرافق سليمان لاحقا إلى فيينا) ، وقد ساعده السلطان سليمان في استعادة العديد من الحصون المفقودة منذ معركة موهاكس إلى النمساويين. ، بما في ذلك بودا، التي وقعت في 8 سبتمبر

وجاءت المقاومة الوحيدة في براتيسلافا، حيث تم قصف الأسطول التركي أثناء صعوده إلى نهر الدانوب.
كان المدافعون مدعومين من قبل مجموعة متنوعة من المرتزقة الأوروبيين، وهم الألمان لاندسكنيشت والفرسان الإسبان الذين أرسلهم تشارلز الخامس.

## الحصار
اكتشفت قوات الدفاع بعض الألغام العثمانية ونجحت في تفجير عدة ألغام تهدف إلى إسقاط أسوار المدينة، ثم أرسلت 8000 رجل في 6 أكتوبر / تشرين الأول لمهاجمة عمليات التعدين العثمانية، ودمرت بعض الأنفاق، لكنها تكبدت خسائر فادحة عندما حاولت الانسحاب إلى المدينة.

بعد أسبوعين من بدأ الحصار عقد السلطان سليمان مجلسًا رسميًا في 12 أكتوبر لبحث الموضوع. تقرر محاولة واحدة نهائية، هجوم كبير على فيينا، ينتهي بدخول المدينة أو فك الحصار عنها.
يقول بعض المؤرخين أن الهجوم النهائي لسليمان لم يكن يريد منه أن يأخذ المدينة ولكن لإحداث أكبر قدر ممكن من الضرر وإضعافها لهجوم لاحق، وهو تكتيك كان قد وظفه في بودا عام 1526.

## بعد الحصار
لقد أوضحت الحملة في فيينا القدرة اللوجستية للدولة العثمانية على إدخال جيوش كبيرة في عمق وسط أوروبا في ذلك الوقت.
وقعت معاهدة صلح واتفاق سلام بين الخصوم سنة 1553 بعد أن كان العثمانيون قد رفضوا التسوية من جانبهم في بادئ الأمر.
بسبب هذا الحصار قام أهل فيينا بخبز عجينة على شكل هلال الذي كان رمزاً للجيش العثماني، وكانوا يلتهمونها انتقاما لمدينتهم التي تعرضت لأذى العثمانيين، أصبح اسم هذه العجينة حاليا كروسان
قام العثمانيون لاحقا، بعد أكثر من 150 عاما من الحصار، بمحاولة ثانية لغزو المدينة عام 1683 لكنها باءت بالفشل لأنهم لم يحققوا الانتصار المرجو في معركة فيينا ولخيانة أحد حلفاء العثمانيين .

## عوامل الفشل
فشل العثمانيون في كلتا المرتين في فتح فيينا للعوامل التالية:
- بُعد فيينا عن حاضرة الإمبراطورية في إسطنبول وامتداد خطوط النقل وراء الجيش لمسافة طويلة.
- رفض سليمان القانوني لطلبات صدره الاعظم إبراهيم باشا من إقامة مستودعات للطعام والسلاح بطول الطريق لإمدادات الجيش قبل الخروج للحملة خوفاً من سليمان من أن ينهبها النمساويون قبل خروج الجيش العثماني.
- حلول فصل الشتاء اثناء الحصار وكانت الجنود العثمانية غير معتادة على القتال في مثل هذه الاجواء الصعبة.
- سخط الجنود نتيجة طول فترة الحملة وبعدهم عن العاصمة ولانتشار الامراض بينهم.
- قلق العثمانيين من احتمال وصول امدادات من قبل شارلكان شقيق فرديناند وعدم قدرتهم على مواجهة تلك القوات في ظل ظروفهم الصعبة.
- التطورات التي حصلت في الشرق من قبل الصفويين لمهاجمتهم بغداد وقتلهم والي بدليس حيث أجبرت تلك التطورات سليمان القانوني على سحب القوات إلى العاصمة وإعادة تجهيزها لمواجهة اى غزو محتمل للأناضول من قبل الصفويين.